# Marta Adema
Pour les articles homonymes, voir Adema.
Marta Adema (née le 16 août 1922 à Amsterdam et morte le 18 octobre 2007 à Hoofddorp) est une athlète néerlandaise, spécialiste des épreuves de Sprint. 
Elle remporte le titre du relais 4 × 100 mètres aux championnats d'Europe de 1946, à Oslo, en compagnie de Gerda van der Kade-Koudijs, Netty Witziers-Timmer et Fanny Blankers-Koen.